# Gersau (huyện)
Huyện Gersau (tiếng Pháp: District du Gersau, tiếng Đức: Bezirk Gersau) là một huyện hành chính của Thụy Sĩ. Huyện này thuộc bang Bang Schwyz. Huyện Gersau có diện tích 24 km², dân số theo thống kê của cục thống kê Thụy Sĩ năm 1999 là 1962 người. Trung tâm của huyện đóng ở Gersau. Mã của huyện là 502.